# Lori de collar groc
El lori de collar groc (Lorius chlorocercus) és una espècie d'ocell de la família dels psitàcids que habita zones boscoses de les illes Salomó orientals.